# Zenithgebouw
Het Zenithgebouw of Zenith Building is een wolkenkrabber in de Noordruimte langs de Koning Albert II-laan te Schaarbeek in België. Ze maakt deel uit van de Brusselse skyline. Het gebouw wordt omringd door onder meer het Gaucheretpark, het Ellipsegebouw en de Möbiustorens.
De kantoortoren heeft een hoogte van 95 meter (en staat daarmee op de 35ste plaats van de lijst van hoogste gebouwen van België), 30.000 vierkante meter vloeroppervlakte en telt 23 verdiepingen. Ze is ontworpen door het Franse architectenbureau SCAU en de Belgische architect José Vandevoorde (CERAU). De bouw begon in 2007 en werd in 2009 voltooid. Na twee jaar van totale leegstand werden in 2011 de eerste verdiepingen verhuurd.